# Чарльз Ерік Мейн
Дейвід Мак-Ілвейн (англ. David McIlwain; 21 січня 1921 — 30 листопада 1981), більш відомий під своїм псевдонімом Чарльз Ерік Мейн (англ. Charles Eric Maine) — британський письменник у жанрі наукової фантастики. Також писав детективні трилери під псевдонімами Річард Рейнер (англ. Richard Rayner) та Роберт Вейд (англ. Robert Wade).

## Біографія
Дейвід Мак-Ілвейн народився 21 січня 1921 року в місті Ліверпуль, Велика Британія. Його письменницька кар'єра почалася з публікації трьох випусків науково-фантастичного журналу «Супутник» (англ. The Satellite), які він редагував з письменником Джоном Бьорком. З 1940 до 1941 року він випускав свій власний журнал «Ґаргулья» (англ. Gargoyle).
Під час Другої світової війни він служив у повітряних силах Великої Британії у Північній Африці у 1943 році.
Після війни він займався редакторською роботою для радіо та телебачення. 1952 року він продав свою першу радіо-п'єсу «Космічні шляхи» (англ. Spaceways) компанії BBC. Завдяки своїй популярності, вона перетворилася на роман та фільм.
Один з його найвідоміших романів «Часолінійник» (англ. Timeliner) оповідає про науковця, який експериментує з машиною часу, та якого зловмисно відправляє до майбутнього його приятель-науковець, який крутить роман з його дружиною. Спочатку ця історія була написана у вигляді радіо-п'єси під назвою «Шосе Ейнштейна» (англ. The Einstein Highway).
Мак-Ілвейн помер 30 листопада 1981 року в Лондоні, Велика Британія.

## Вибрані твори

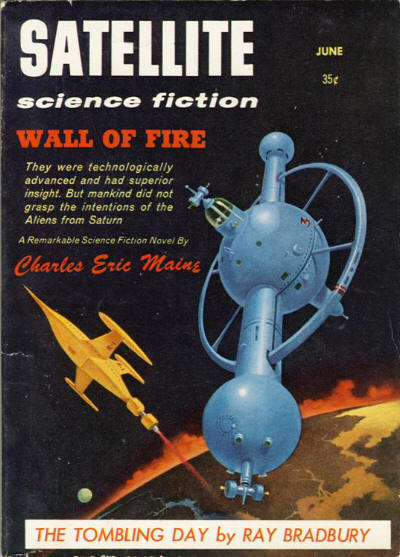
Роман Мейна 1955 року «Криза 2000 року», який був вперше опублікований в США у випуску 1958 року журналу «Satellite Science Fiction» під назвою «Стіна вогню»

- 1953 — «Космічні шляхи» (англ. Spaceways) (інший варіант назви — «Супутник космічних шляхів» (англ. Spaceways Satellite))
- 1953 — «Шосе Д» (англ. Highway J)
- 1955 — «Криза 2000 року» (англ. Crisis 2000)
- 1955 — «Часолінійник» (англ. Timeliner)
- 1956 — «Втеча» (англ. Escapement) (інший варіант назви — «Чоловік, що не міг спати» (англ. The Man Who Couldn't Sleep))
- 1956 — «Глибокий вакуум» (англ. High Vacuum)
- 1957 — «Ізотопний чоловік» (англ. The Isotope Man)
- 1958 — «Приплив завершився» (англ. The Tide Went Out) (інший варіант назви — «Жага!» (англ. Thirst!))
- 1958 — «Світ без чоловіків» (англ. World Without Men) (інший варіант назви — «Альф» (англ. Alph))
- 1959 — «Відлік» (англ. Count-Down) (інший варіант назви — «Вогонь крізь майбутнє» (англ. Fire Past the Future))
- 1959 — «Виверт» (англ. Subterfuge)
- 1959 — «Розрахований ризик» (англ. Calculated Risk)
- 1960 — «Йому належав світ» (англ. He Owned the World) (інший варіант назви — «Чоловік, якому належав світ» (англ. The Man Who Owned the World))
- 1961 — «Мозок пана Сомса» (англ. The Mind of Mr. Soames)
- 1962 — «Найтемніші ночі» (англ. The Darkest of Nights) (інший варіант назви — «Грань виживання» (англ. Survival Margin))
- 1966 — «Б. Е. С. Т. І. Я. : Біологічне еволюційне симульоване  тваринне імітоване явище» (англ. B.E.A.S.T.: Biological Evolutionary Animal Simulation Test)

## Фільми
| Рік  | Назва українською мовою | Назва мовою оригіналу  | Примітки                                          |
| ---- | ----------------------- | ---------------------- | ------------------------------------------------- |
| 1953 | Космічні шляхи          | Spaceways              |                                                   |
| 1956 | Помилка часу            | Timeslip               | Став основою пізнішого роману «Ізотопний чоловік» |
| 1958 | Електронне чудовисько   | The Electronic Monster | На основі роману «Втеча»                          |
| 1970 | Мозок пана Сомса        | The Mind of Mr. Soames |                                                   |